# レット・イット・ブリード
『レット・イット・ブリード』(Let It Bleed)は、1969年にリリースされたローリング・ストーンズのオリジナル・アルバム。プロデューサーはジミー・ミラー、レコーディングエンジニアはグリン・ジョンズ。全英1位、全米3位を記録。

## 解説
前作『ベガーズ・バンケット』と共に彼らの最良のアルバムと称賛され、ロック・アルバムの古典の一つと見なされる。本作タイトル『レット・イット・ブリード』は、しばしばビートルズの『レット・イット・ビー』のパロディだとされるが、それは正確ではない（『レット・イット・ビー』のリリースは1970年5月）。本作の制作中にブライアン・ジョーンズが脱退。その直後、後任ギタリストのミック・テイラーが加入。本作はジョーンズが参加した最後のアルバムであると共に、ジョーンズとテイラーが参加した曲が同時に収められた唯一のオリジナル・アルバムでもある。
本作の収録曲でジョーンズがギターを弾いた曲は1つもなく、またテイラーが参加したのは「カントリー・ホンク」と「リヴ・ウィズ・ミー」の2曲のみで、本作で聴けるギターは大半がキース・リチャーズによるものである。また、初めてリチャーズが単独でリード・ボーカルを担当した曲（「ユー・ガット・ザ・シルヴァー」）も収録されている。本作に収められた楽曲は、歌詞の内容が戦争、レイプ、殺人、麻薬中毒といった荒涼としたものとなっているが、これについてミック・ジャガーは1995年のインタビューで「当時はすごく暴力的で荒々しい時代だったからね…ベトナム戦争だよ。テレビでもその映像がたくさん映し出されてたしね」と説明している。
ジャケットのケーキは、著名な料理家であるデリア・スミスが制作した。レコードの内袋に各クレジットが記載されており、ステレオ盤は青、モノラル盤は赤で印刷されていた。ストーンズのスタジオアルバムでモノラル盤が製作されるのは、本作が最後となった。クレジットには「このレコードは大音量で再生すべし(THIS RECORD SHOULD BE PLAYED LOUD)」というメッセージが大きく入れられている。

## 経緯
本作の制作は1968年11月、ロンドン、オリンピック・スタジオでの「無情の世界」の録音から始まった。この間、ジョーンズの最後のステージとなった「ロックンロール・サーカス」をはさみ、翌1969年2月から6月にかけて再びオリンピック・スタジオで録音を行った。だがこの頃になるとジョーンズはレコーディングに参加する事自体がほとんどなくなっていた。本作に収録されたジョーンズが参加した曲は2曲のみで、その2曲とも重要なパートは任されていない。またこの間の5月28日に、ジャガーと恋人のマリアンヌ・フェイスフルが麻薬所持により逮捕されるという出来事もあった。
ジョーンズはこの年の5月にメンバーにストーンズ脱退の意向を打ち明けており、グループは話し合いの末、ジョン・メイオールから推薦された当時20歳のミック・テイラーを招聘し、レコーディングを続行した。6月8日にジョーンズはストーンズを正式に脱退、その直後の7月3日に自宅のプールで溺死した。その後、ジョーンズの追悼ライブとなったハイドパーク・コンサートやジャガーの主演映画『太陽の果てに青春を』の撮影を挟んで、10月に再びハリウッドのワーナー・ブラザース・スタジオでレコーディングを行い、27日までに完成させた。一連のセッションでは、マリアンヌ・フェイスフルに提供した「シスター・モーフィン」（『スティッキー・フィンガーズ』収録）、また「ラヴィング・カップ」、「オール・ダウン・ザ・ライン」（共に1972年のアルバム『メイン・ストリートのならず者』収録）の初期バージョン、そして「ジャイビング・シスター・ファニー」、「アイム・ゴーイング・ダウン」、「アイ・ドント・ノウ・ホワイ」（スティーヴィー・ワンダーのカバー）、「ダウンタウン・スージー」（ビル・ワイマン作）（いずれも1975年の編集盤『メタモーフォシス』収録）も録音された。本作のレコーディングの間に、ジャガー、ワイマン、チャーリー・ワッツは、本作にゲスト参加したニッキー・ホプキンスやライ・クーダーと共にジャム・セッションを行っており、1972年にはその時の演奏を収録したアルバム『ジャミング・ウィズ・エドワード』が発売されている。
本作のリリースに伴い、グループとして2年ぶりの、そして6回目となる北米ツアーが1969年11月7日のコロラド州フォート・コリンズ公演から開始された。本ツアーの最終公演、12月6日のカリフォルニア州オルタモント・スピードウェイでのフリーコンサートで、会場警備を担当したヘルズ・エンジェルスの手により、黒人青年メレディス・ハンターが刺殺された（オルタモントの悲劇）。これらの映像は映画『ギミー・シェルター』で公開された。また、11月9日のカリフォルニア州オークランド・コロシアム公演は『Liver Than You'll Ever Be』というブートレグとしてリリースされ、これが彼らの初のブートレグとなる。このブートレグが、公式ライヴ盤『ゲット・ヤー・ヤ・ヤズ・アウト』のリリースを早めたとされる。

## 評価
イギリスでは『アフターマス』以来3年ぶりに1位を獲得。アメリカでは3位とダブル・プラチナを獲得した。セールス面のみならず各プレスからの評価も上々で、ニュー・ミュージカル・エクスプレス誌は「なんてすごいアルバムだろう」「各曲にバラエティがあり、何度でも聴き返したくなる」と賞賛している。ジャガーやリチャーズも、気に入っているアルバムとして本作を挙げている。
『これが最高！（Critic's Choice Top 200 Albums）』（1979年 クイックフォックス社）の英米編では8位、日本編では4位にランクされ、「Q」マガジンのグレーティスト・アルバム読者投票（1998年）では69位、ローリングストーン誌が選ぶオールタイム・ベストアルバム500（2020年版）では41位、2003年にはTVネットワークのVH1がグレーティスト・アルバムで24位に選出した。

## リイシュー
2002年8月に、アブコ・レコードよりリマスターされた上で、SACDとのハイブリッドCDとしてデジパック仕様で再発された。2016年、デッカ時代のオリジナル・アルバムのモノラル版を復刻したボックス・セット『ザ・ローリング・ストーンズ MONO BOX』で、モノラル版が初めてCD化された。
発表からちょうど50年となる2019年、最新リマスター版が「50周年記念エディション」として、ユニバーサルミュージックグループからリリースされた（リマスタリングはボブ・ラドウィック）。日本限定の2CDエディションは、オリジナル・ステレオ、モノラル・ミックスをそれぞれハイブリッドSACDに収録、さらに「ホンキー・トンク・ウィメン」の日本初回盤ジャケットを再現、UK盤にのみ付属していたポスター、日本初回盤LP帯、そして80ページのブックレットを付属している。さらに輸入盤のボックスセットには、2CDエディションのハイブリッドSACDに加え、LP盤2枚、そしてシングル「ホンキー・トンク・ウィメン」SP盤も付属し、2LP＋2CD＋SP盤の5枚組となっている。1枚組の通常CD、LP盤もそれぞれ発売。

## 収録曲
特筆無い限りジャガー/リチャーズ作詞・作曲。

### SIDE A
1. ギミー・シェルター - Gimme Shelter - 4:31 
  - 当時激化していたベトナム戦争に強い影響を受けた曲。オルタモントの悲劇を収めたドキュメンタリー映画のタイトルにも使用された。日本では1971年に独自にシングル・カットされた[18]。
2. むなしき愛 -  Love in Vain (Robert Johnson) - 4:19 
  - ロバート・ジョンソンのカヴァー。リリース当時は作曲クレジットが「トラディショナル」となっていたが後に修正された[12]。この曲のカバーのきっかけは、マリアンヌ・フェイスフルがミックに「あなたは何故今まで、あなたの大好きなロバート・ジョンソンの曲をレコーディングしなかったの？」と言ったことだという。前述の通り、ライ・クーダーが本アルバムのセッションに参加しているが、最終的に彼のクレジットがあるのは本曲のみである。
3. カントリー・ホンク - Country Honk - 3:07 
  - 先行シングル「ホンキー・トンク・ウィメン」をカントリーミュージック風にアレンジした別テイク盤。タイトルの「Honk（警笛）」にかけて、曲の冒頭と終わりに自動車のクラクション音が挿入されている。
4. リヴ・ウィズ・ミー - Live With Me - 3:33
5. レット・イット・ブリード - Let It Bleed - 5:28
  - アルバムタイトル曲。これも日本では独自にシングル・カットされた[18]。

### SIDE B
1. ミッドナイト・ランブラー - Midnight Rambler - 6:53
  - 映画『絞殺魔』のモデルにもなったボストン絞殺魔事件をヒントにした曲。ブライアン・ジョーンズを含めたオリジナルのメンバーのみで録音された最後の曲。コンサートでは頻繁に演奏されている。
2. ユー・ガット・ザ・シルヴァー - You Got the Silver - 2:50 
  - キース・リチャーズが初めて全編リードボーカルをとった曲。ジョーンズ最後の参加作品。
3. モンキー・マン - Monkey Man - 4:11
  - タイトルはドラッグ・ジャンキーを意味している[12]。
4. 無情の世界 - You Can't Always Get What You Want - 7:29 
  - シングル「ホンキー・トンク・ウィメン」のB面として初登場。シングルでは短縮されたバージョンだったが、ここではフルレングスで収録されている。本作中最初に録音された曲で、「ロックンロール・サーカス」でも披露されている。

## 参加ミュージシャン
※アルバム記載のクレジットに準拠
ローリング・ストーンズ
- ミック・ジャガー - リードボーカル、ハーモニカ
- キース・リチャーズ - ギター、バッキングボーカル、ベース（#4）、リードボーカル（#7）
- ブライアン・ジョーンズ - パーカッション（#6）、オートハープ（#7）
- ビル・ワイマン - ベース、オートハープ（#5）、ヴィブラフォン（#8）
- チャーリー・ワッツ - ドラムス
- ミック・テイラー - エレキギター（#3、#4）

参加ミュージシャン
- イアン・スチュワート - ピアノ（#5）
- ニッキー・ホプキンス - ピアノ（#1、#4、#7、#8）、オルガン（#7）
- ジミー・ミラー - パーカッション（#1）、タンブリン（#8）、ドラムス（#9）
- メリー・クレイトン - リードボーカル（#1）
- ライ・クーダー - マンドリン（#2）
- バイロン・バーライン - フィドル（#3）
- レオン・ラッセル - ピアノ、ホーン・アレンジ（#4）
- ボビー・キーズ - サックス（#4）
- アル・クーパー - ピアノ、オルガン、フレンチホルン（#9）
- ロッキー・ディジョン - パーカッション（#9）
- ジャック・ニッチェ - コーラス編曲（#9）
- マドリーヌ・ベル、ドリス・トロイ、ナネット・ニューマン、ロンドン・バッハ合唱団 - コーラス（#9）

## チャート成績
| Chart (1969-70)    | Position |
| ------------------ | -------- |
| カナダ             | 4        |
| ドイツ             | 3        |
| フランス           | 138      |
| オーストリア       | 44       |
| フランス           | 197      |
| オランダ           | 1        |
| ベルギー           | 112      |
| スウェーデン       | 37       |
| ノルウェー         | 2        |
| スペイン           | 64       |
| UKアルバムチャート | 1        |
| USビルボード200    | 3        |

| 国                    | 認定       |
| --------------------- | ---------- |
| カナダ (Music Canada) | プラチナ   |
| イギリス (BPI)        | プラチナ   |
| アメリカ合衆国（RIAA) | プラチナ×2 |